# Powiat Chełmiński
Der Powiat Chełmiński ist ein Powiat (Kreis) in der polnischen Woiwodschaft Kujawien-Pommern mit einer Fläche von 527,62 km² und rund 50.000 Einwohnern. Kreisstadt des Powiat ist Chełmno an der Weichsel.

## Geschichte
Das Gebiet gehörte politisch von 1939 bis 1945 zum Landkreis Kulm (Weichsel), Regierungsbezirk Bromberg im Reichsgau Danzig-Westpreußen.

## Gemeinden
Der Powiat umfasst eine Stadtgemeinde sowie sechs Landgemeinden.

### Stadtgemeinde
- Chełmno (Culm)

### Landgemeinden
- Chełmno
- Kijewo Królewskie (Königlich Kiewo)
- Lisewo (Lissewo)
- Papowo Biskupie (Bischöflich Papau)
- Stolno (Stollno)
- Unisław (Unislaw)